# 木村さえ子
木村 さえこ（きむら さえこ、1963年1月28日 - ）は、大阪府出身の元アーティスティックスイミング選手。1984年ロサンゼルスオリンピックシンクロナイズドスイミングデュエット銅メダリスト。
1984年のロサンゼルスオリンピックで正式種目となったシンクロナイズドスイミングデュエットで、本間三和子（旧姓元好）と組み銅メダルを獲得する。